# VIP

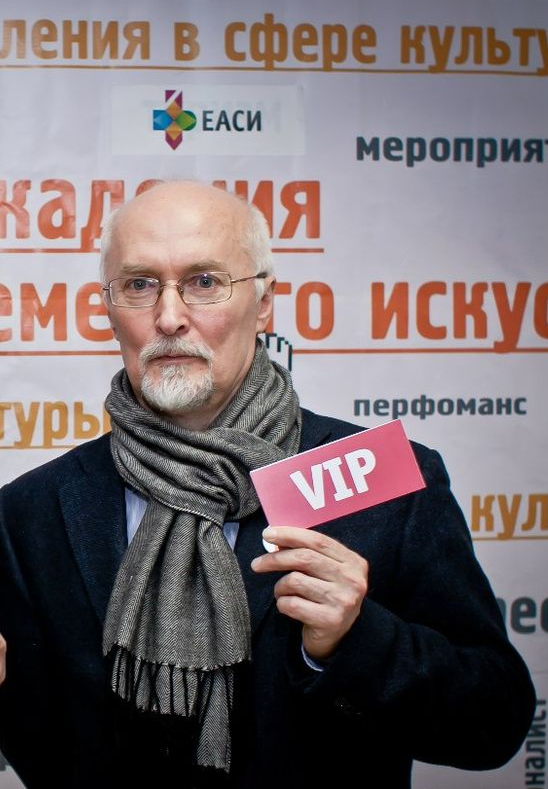
VIP osoba

VIP je zkratka z angličtiny. Znamená „very important person“, v překladu „velmi důležitá osoba“.
Lidem označeným jako VIP jsou určeny lepší služby a péče, případně mají přístup do pro širší veřejnost nepřístupných akcí (např. „VIP večírky“) nebo prostor. S touto zkratkou je nejčastěji možné se setkat na jmenovkách, pozvánkách a propustkách. Tato zkratka byla poprvé používána mezi lety 1940 a 1945 v Royal Air Force[zdroj?]. Jako VIP bývají často označováni herci, zpěváci, moderátoři, modelky, politici, hráči v hrách atd.
Privilegovaný status VIP může také vyplývat z kontextu a být časově omezený. Člověk může požívat VIP statusu například zakoupením speciální (obvykle dražší) VIP vstupenky, vyšší třídy letenky, případně díky známosti a momentálnímu doporučení jiného VIP. To však neznamená, že by byl obecně považován za velmi důležitou osobu na jiných akcích a při jiných příležitostech.